# Amor & Desamor Tour
Amor & Desamor Tour es una gira Mundial, donde Raphael vuelve a los escenarios como cada año lo hace pero ahora con su nuevo material discográfico que lleva el mismo nombre de la gira, Raphael, quien vuelve a los principales escenarios de Bilbao, Burgos, Málaga, Madrid entre otros, para dedicarle canciones al amor, pero también, al desamor.

## Recepción
La gira musical comenzó el día 14 de agosto del 2014, en un concierto donde Raphael ofreció en el importante festival Sonorama Ribera en Aranda de Duero, Burgos, sus canciones de toda su vida artística. Además, realizó 20 conciertos consecutivos en el Teatro Compac de la Gran Vía de Madrid, una temporada más de las que el artista español suele hacer en suelo madrileño.

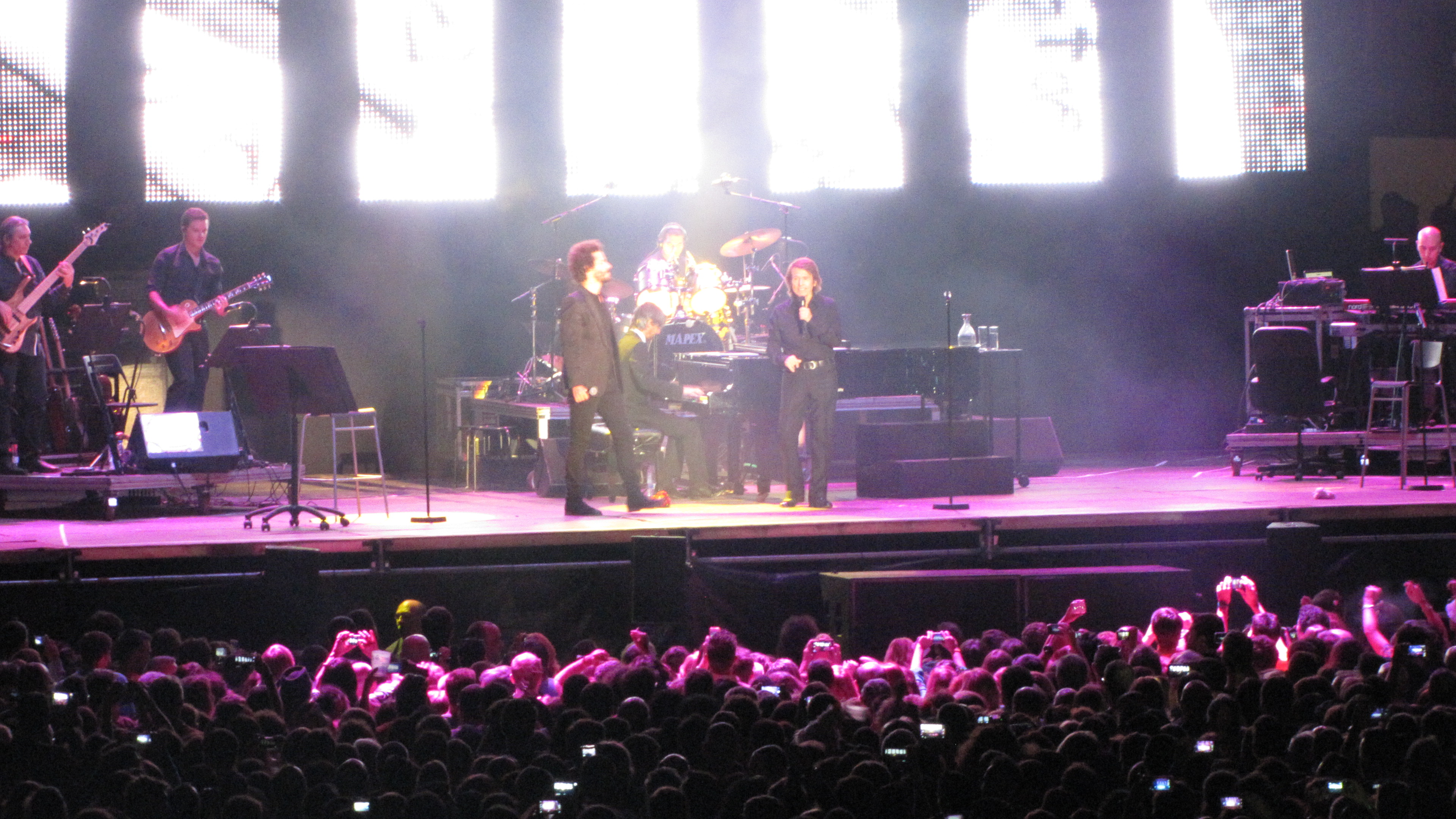
Raphael cantando "Estuve enamorado", con Alberto de Niños Mutantes, en el escenario Principal durante el Sonorama 2014.

Actuó en el 40 Festival Internacional de Música de Cambrils el 10 de agosto del año 2014 junto con varios otros artistas de España. Estuvo además, debutando en el escenario del Festival Sonorama.
Firmó su primer libro editado en idioma ruso, en la ciudad de San Petersburgo, Rusia, en donde salió a la venta para todos sus seguidoras y seguidores en este país europeo, en Letonia, Lituania, Bielorrusia y Ucrania.
La gira continuó en el año 2015, con conciertos en el noreste y sur de España en: Las Palmas de Gran Canaria, Santa Cruz de Tenerife, Barcelona, Vigo y La Coruña, entre otros. Consiguientemente, Raphael anunció nuevo disco en donde vuelve a regrabar las "Joyas de la Corona". Según fuentes, el cantante volvió a pisar suelo americano en el 2015, en donde sus seguidores de este continente lo esperaron con ansiedad.
Además, estuvo en varios países -ya confirmados sus fechas- de América Latina, en un primer lugar estuvo en Argentina, después pasó a Santiago de Chile, donde participó en la Gala Pudahuel 2015, luego al Perú donde regresó a la capital, Lima, luego a Costa Rica después de haber pasado por Ecuador en dos conciertos, y finalmente llegó a México para hacer una gira en este país, donde pondrá fin a la gira en América Latina. Seguirá sus conciertos en España, y allí mismo comenzará una gira nacional en formato Sinfónico, cuyos conciertos también habrá de confirmarse para América Latina y Estados Unidos.

## Reconocimientos
Dentro de la gira, Raphael fue reconocido con la Medalla Internacional de las Artes de la Comunidad de Madrid, por su trayectoria profesional y la proyección internacional del artista.

## Invitaciones
El cantante Raphael fue el artista invitado en el concierto que la Orquesta de Instrumentos Reciclados de Cateura (Paraguay) que se ofreció el 4 de enero en el Auditorio Nacional de Madrid. Estuvo presente S.M. Reina Sofía. Actuó en el 40 Festival Internacional de Música de Cambrils el 10 de agosto del año 2014 junto con varios otros artistas de España. Estuvo además, debutando en el escenario del Festival Sonorama.

## Fechas de la Gira[12]
| Etapa #1; 2014           | Etapa #1; 2014  | Etapa #1; 2014 | Etapa #1; 2014                     |
| Fecha                    | Ciudad          | País           | Recinto                            |
| ------------------------ | --------------- | -------------- | ---------------------------------- |
| 10 de agosto de 2014     | Cambrils        | España         | Festival Internacional de Música   |
| 14 de agosto de 2014     | Aranda de Duero | España         | Sonorama Ribera                    |
| 16 de agosto de 2014     | San Javier      | España         | Auditorio Municipal Parque Almansa |
| 13 de septiembre de 2014 | Córdoba         | España         | Teatro de la Axerquía              |
| 18 de septiembre de 2014 | Valencia        | España         | Teatro Principal                   |
| 19 de septiembre de 2014 | Valencia        | España         | Teatro Principal                   |
| 20 de septiembre de 2014 | Valencia        | España         | Teatro Principal                   |
| 21 de septiembre de 2014 | Valencia        | España         | Teatro Principal                   |
| 4 de octubre de 2014     | Cáceres         | España         | Palacio de Congresos de Cáceres    |
| 9 de octubre de 2014     | Cádiz           | España         | Gran Teatro Falla                  |
| 10 de octubre de 2014    | Cádiz           | España         | Gran Teatro Falla                  |
| 11 de octubre de 2014    | Cádiz           | España         | Gran Teatro Falla                  |
| 15 de octubre de 2014    | Málaga          | España         | Teatro Cervantes                   |
| 16 de octubre de 2014    | Málaga          | España         | Teatro Cervantes                   |
| 17 de octubre de 2014    | Málaga          | España         | Teatro Cervantes                   |
| 18 de octubre de 2014    | Málaga          | España         | Teatro Cervantes                   |
| 19 de octubre de 2014    | Málaga          | España         | Teatro Cervantes                   |
| 23 de octubre de 2014    | Sevilla         | España         | Auditorio FIBES                    |
| 24 de octubre de 2014    | Sevilla         | España         | Auditorio FIBES                    |
| 25 de octubre de 2014    | Sevilla         | España         | Auditorio FIBES                    |
| 31 de octubre de 2014    | Granada         | España         | Palacio de Congresos de Granada    |
| 8 de noviembre de 2014   | Santander       | España         | Palacio de Festivales de Cantabria |
| 14 de noviembre de 2014  | San Sebastián   | España         | Auditorio Kursaal                  |
| 15 de noviembre de 2014  | Bilbao          | España         | Palacio Euskalduna                 |
| 22 de noviembre de 2014  | Murcia          | España         | Auditorio Víctor Villegas          |
| 26 de noviembre de 2014  | Madrid          | España         | Teatro Compac Gran Vía             |
| 27 de noviembre de 2014  | Madrid          | España         | Teatro Compac Gran Vía             |
| 28 de noviembre de 2014  | Madrid          | España         | Teatro Compac Gran Vía             |
| 29 de noviembre de 2014  | Madrid          | España         | Teatro Compac Gran Vía             |
| 30 de noviembre de 2014  | Madrid          | España         | Teatro Compac Gran Vía             |
| 3 de diciembre de 2014   | Madrid          | España         | Teatro Compac Gran Vía             |
| 4 de diciembre de 2014   | Madrid          | España         | Teatro Compac Gran Vía             |
| 5 de diciembre de 2014   | Madrid          | España         | Teatro Compac Gran Vía             |
| 6 de diciembre de 2014   | Madrid          | España         | Teatro Compac Gran Vía             |
| 7 de diciembre de 2014   | Madrid          | España         | Teatro Compac Gran Vía             |
| 10 de diciembre de 2014  | Madrid          | España         | Teatro Compac Gran Vía             |
| 11 de diciembre de 2014  | Madrid          | España         | Teatro Compac Gran Vía             |
| 12 de diciembre de 2014  | Madrid          | España         | Teatro Compac Gran Vía             |
| 13 de diciembre de 2014  | Madrid          | España         | Teatro Compac Gran Vía             |
| 14 de diciembre de 2014  | Madrid          | España         | Teatro Compac Gran Vía             |
| 17 de diciembre de 2014  | Madrid          | España         | Teatro Compac Gran Vía             |
| 18 de diciembre de 2014  | Madrid          | España         | Teatro Compac Gran Vía             |
| 19 de diciembre de 2014  | Madrid          | España         | Teatro Compac Gran Vía             |
| 20 de diciembre de 2014  | Madrid          | España         | Teatro Compac Gran Vía             |
| 21 de diciembre de 2014  | Madrid          | España         | Teatro Compac Gran Vía             |

| Etapa #2; 2015        | Etapa #2; 2015         | Etapa #2; 2015 | Etapa #2; 2015                      |
| Fecha                 | Ciudad                 | País           | Recinto                             |
| --------------------- | ---------------------- | -------------- | ----------------------------------- |
| 31 de enero de 2015   | Las Palmas             | España         | Gran Canaria Arena                  |
| 1 de febrero de 2015  | Santa Cruz de Tenerife | España         | Auditorio de Tenerife               |
| 4 de febrero de 2015  | Alcira                 | España         | Gran Teatre D' Alzira               |
| 7 de febrero de 2015  | Roquetas de Mar        | España         | Teatro Auditorio de Roquetas de Mar |
| 11 de febrero de 2015 | Alicante               | España         | Teatro Principal                    |
| 12 de febrero de 2015 | Alicante               | España         | Teatro Principal                    |
| 13 de marzo de 2015   | Logroño                | España         | Riojaforum                          |
| 14 de marzo de 2015   | Vitoria                | España         | Teatro Principal Antzokia           |
| 20 de marzo de 2015   | Zaragoza               | España         | Auditorio de Zaragoza               |
| 21 de marzo de 2015   | Alcobendas             | España         | Teatro Auditorio                    |
| 25 de marzo de 2015   | Albacete               | España         | Palacio de Congresos de Albacete    |
| 26 de marzo de 2015   | Elda                   | España         | Teatro Castelar                     |
| 28 de marzo de 2015   | Barcelona              | España         | Gran Teatro del Liceo               |
| 29 de marzo de 2015   | Barcelona              | España         | Gran Teatro del Liceo               |
| 10 de abril de 2015   | Vigo                   | España         | Auditorio Mar de Vigo               |
| 11 de abril de 2015   | La Coruña              | España         | Palacio de la Ópera                 |
| 17 de abril de 2015   | Rosario                | Argentina      | City Center Rosario                 |
| 19 de abril de 2015   | San Miguel de Tucumán  | Argentina      | Estadio Floresta                    |
| 22 de abril de 2015   | Buenos Aires           | Argentina      | Luna Park                           |
| 24 de abril de 2015   | Santiago de Chile      | Chile          | Movistar Arena                      |
| 27 de abril de 2015   | Lima                   | Perú           | Jockey Club                         |
| 30 de abril de 2015   | Quito                  | Ecuador        | Teatro Nacional del CCE             |
| 2 de mayo de 2015     | Guayaquil              | Ecuador        | Centro de Convenciones              |
| 5 de mayo de 2015     | San José               | Costa Rica     | Gimnasio Nacional                   |
| 8 de mayo de 2015     | Monterrey              | México         | Auditorio Banamex                   |
| 10 de mayo de 2015    | León                   | México         | Domo de la Feria                    |
| 13 de mayo de 2015    | Santiago de Querétaro  | México         | Auditorio Josefa Ortiz              |
| 15 de mayo de 2015    | Guadalajara            | México         | Auditorio Telmex                    |
| 17 de mayo de 2015    | Puebla                 | México         | Benemérita Universidad Autónoma     |
| 20 de mayo de 2015    | Ciudad de México       | México         | Auditorio Nacional de México        |
| 21 de mayo de 2015    | Ciudad de México       | México         | Auditorio Nacional de México        |
| 5 de junio de 2015    | Lanzarote              | España         | Plaza de Naos. Marina               |
| 6 de junio de 2015    | Fuerteventura          | España         | Auditorio y Palacio Congresos       |
| 11 de junio de 2015   | Palma de Mallorca      | España         | Auditorium de Palma                 |
| 12 de junio de 2015   | Palma de Mallorca      | España         | Auditorium de Palma                 |
| 14 de junio de 2015   | Benidorm               | España         | Benidorm Palace                     |
| 25 de junio de 2015   | Las Palmas             | España         | Gran Canaria Arena                  |
| 26 de junio de 2015   | Santa Cruz de La Palma | España         | Recinto de las Fiestas Lustrales    |
| 28 de junio de 2015   | Espartinas             | España         | Plaza de Toros de Espartinas        |
| 16 de julio de 2015   | Santurce               | España         | Explanada del Puerto                |

## Gira RAPHAEL Sinfónico
| Etapa #3; 2015           | Etapa #3; 2015    | Etapa #3; 2015 | Etapa #3; 2015                      |
| ------------------------ | ----------------- | -------------- | ----------------------------------- |
| 22 de julio de 2015      | Madrid            | España         | Teatro Real                         |
| 28 de agosto de 2015     | Almería           | España         | Palacio de los Juegos Mediterráneos |
| 29 de agosto de 2015     | Linares           | España         | Antiguo Recinto Ferial              |
| 3 de septiembre de 2015  | Huelva            | España         | Plaza de toros de La Merced         |
| 5 de septiembre de 2015  | Daimiel           | España         | Auditorio Municipal                 |
| 12 de septiembre de 2015 | Alcalá de Henares | España         | Recinto Palacio Arzobispal          |
| 18 de septiembre de 2015 | Oviedo            | España         | Recinto Festivo La Ería             |
| 24 de octubre de 2015    | Granada           | España         | Palacio Municipal de Deportes       |